# Ricomincio da Raitre
Ricomincio da Raitre è un programma televisivo italiano in onda dal 12 dicembre 2020 su Rai 3, condotto da Stefano Massini e Andrea Delogu.

## Il programma
Ricomincio da Raitre dà la possibilità a varie realtà dello spettacolo dal vivo, bloccato a causa delle restrizioni e delle norme di sicurezza dovute alla pandemia di COVID-19, di tornare a esibirsi, in diretta sul palco del Teatro Sistina di Roma. Nel corso delle puntate diversi attori, ballerini, musicisti, cantanti, tecnici e creativi hanno modo di portare in scena pezzi estratti dei loro spettacoli sospesi, spaziando fra differenti generi (prosa, musical, danza, varietà, commedia, monologhi). Ospite fisso il musicista Paolo Jannacci, che accompagna gli interventi e monologhi dei conduttori.

## Puntate

### Prima edizione
| Puntata | Messa in onda    | Ospiti | Telespettatori | Share |
| ------- | ---------------- | --- | -------------- | ----- |
| 1       | 12 dicembre 2020 | Alessio Boni, Luca e Paolo, Tullio Solenghi e Massimo Lopez, il cast di The Full Monty (Luca Ward, Paolo Conticini, Nicolas Vaporidis, Gianni Fantoni, Jonis Bascir), Valentina Lodovini, Marco Paolini, Vinicio Marchioni e Francesco Montanari, Marta Cuscunà, Emma Dante, Glauco Mauri e Roberto Sturno | 1 162 000      | 5,2%  |
| 2       | 19 dicembre 2020 | Claudio Bisio, Luca Zingaretti, Alessandro Gassmann, Serena Autieri, Ascanio Celestini, Luigi Lo Cascio, Davide Enia, Valeria Solarino, Giulio Scarpati, Chiara Bersani, Lillo & Greg, Orchestra multietnica di Arezzo con Amanda Sandrelli e Dario Brunori                                                | 1 012 000      | 4,4%  |
| 3       | 27 dicembre 2020 | Flavio Insinna, Elena Sofia Ricci, Fabrizio Gifuni, Gabriele Lavia, Roberto Bolle, Lella Costa, Lino Guanciale, Oblivion | 792 000        | 3,7%  |
| 4       | 3 gennaio 2021   | Willem Dafoe e Ted Neeley, Silvio Orlando, Arturo Brachetti, Angela Finocchiaro, Veronica Pivetti, Fabrizio Bentivoglio, Sonia Bergamasco, Simone Cristicchi, Lodo Guenzi, Daniel Ezralow, Liv Ferracchiati                                                                                                | 793 000        | 3,4%  |

### Seconda edizione
| Puntata | Messa in onda     | Ospiti | Telespettatori | Share |
| ------- | ----------------- | --- | -------------- | ----- |
| 1       | 11 settembre 2021 | Michele Placido, Alessandro Preziosi, Ottavia Piccolo, Valeria Solarino, Laura Curino e Lucia Vasini, Marco Baliani, Moni Ovadia e Mario Incudine, Paolo Jannacci, Piero Pelù, Paola Turci, Lillo, Giacomo Poretti, Mimmo Borrelli, Antonio Della Regione | 521 000        | 3,12% |
| 2       | 18 settembre 2021 | Sergio Castellitto, Donatella Finocchiaro, Maria Amelia Monti, Filippo Timi e Lucia Mascino, Lino Guanciale, Ugo Pagliai e Paola Gassman, Serena Autieri e Michele La Ginestra, Raul Cremona e Paolo Hendel, Roberto Zappalà, Luciana Savignano e Matteo Bittante, Sandro Lombardi, Compagnia Berardi Casolari, Armando Punzo, Dacia Maraini e Mario Martone | 339 000        | 1,94% |